# ماهيادي بانغابين
ماهيادي بانغابين (بالإندونيسية: Mahyadi Panggabean)‏، من مواليد 8 يناير 1982 في تابانولي في أندونيسيا، لاعب كرة قدم أندونيسي.
بدأ مسيرته الكروية مع نادي بيرسيبسي سيبولغا في موسم 1999/2000، وفي موسم 2000/2001 انتقل إلى نادي تابانولي تنغاه، ومنذ عام 2001 وهو يلعب مع نادي ميدان.
و قد بدأ باللعب مع منتخب أندونيسيا لكرة القدم في عام 2004.

## روابط خارجية
- ماهيادي بانغابين على موقع قاعدة بيانات كرة القدم.إي يو (الإنجليزية)
- ماهيادي بانغابين على موقع ناشيونال فوتبول تيمز (الإنجليزية)
- ماهيادي بانغابين على موقع Soccerway.com (الإنجليزية)
- ماهيادي بانغابين على موقع كووورة